# فولکیشر بئوباختر
فولکیشِر بئوباختِر (به معنی ناظرِ خلق) (به آلمانی: Völkischer Beobachter) روزنامه رسمی حزب ناسیونال‌سوسیالیست کارگران آلمان از زمان پایه‌گذاری آن اندر سال ۱۹۲۰ بود. در آغاز به‌طور هفتگی منتشر می‌شد و به مدت ۲۵ سال چهره رسمی عمومی این حزب بود. شمارگان این روزنامه تا ۱۹۴۴ به ۱٫۷ میلیون رسید.

## کارمندان
•سردبیران:
•معاونان سردبیران: